# Шпеккухен
Шпеккухен (нім. Speckkuchen, пол. Szpekucha) — старовинний німецький відкритий листовий пиріг зі шпиком. Спеціалітет саксонсько-ангальтської та гессенської кухні. Вулична їжа в Німеччині, популярне частування на народних гуляннях, її часто також подають на закуску до молодого вина та гессенського яблучного вина. У «Литовській куховарці» Вінценти Завадської пиріжки з начинкою з обсмаженого сала «з проростями» називаються шпекухами.
Шпеккухен готують на дріжджовому тісті, в Північному Гессені тісто для спекухи замішують на житньому борошні. Начинка шпекухи — це приправлене кмином суміш нарізаного кубиками шпику в яєчній заливці з жирною сметаною, в залежності від рецепта з рубаною цибулею-пореєм або цибулею. Якщо порею в начинці багато, пиріг називають зеленим (нім. Grüner Kuchen). Перед випіканням шпекуху посипають панірувальними сухарями. Кассельські пекарі випікали спекуху за традицією наприкінці робочого дня із залишків хлібного тіста.
Найраніші згадки шпеккухен відносяться до XV століття. Французький кіш лорен німецькою називається лотаринзькою шпекухою, ймовірно, має німецьке походження. Шпеккухен є у дореволюційних російських кулінарних книгах під німецькою назвою. О. І. Молоховець має на увазі під шпек-кухою маленький довгастий пиріжок із дріжджового тіста з перченою начинкою зі шпику, П. М. Зеленко — начинені шпиком і грудинкою коржики з прісного або напівшарового тіста.